# CLUSTER EDGE
《CLUSTER EDGE》，是一部日本的動畫作品，由日昇動畫公司發行。

## 故事簡介
這是一個既非發生在地球上也不是采用公元紀年的故事。故事之始是30年前曾經爆發過大戰的世界，由于開發新型兵器而一躍成為軍事強國的——格里安共和國，侵略并佔領了曾經非常繁榮的——魯貝爾斯公國，格里安共和國準備以原魯貝爾斯公國為踏板，逐步推進對萊古蘭周邊諸國的軍事介入。
在原魯貝爾斯公國的國境內，有一所戰前便擁有悠久歷史和以高素質的教學而聞名的名校——〝CLUSTER－E.A.〞通稱Cluster學院，這裡的學生都是來自世界各國的菁英子弟，儘管魯貝爾斯公國已經滅亡，但是在學校活躍於各界的畢業生的努力下，學院得以在魯貝爾斯公國滅亡後繼續存在，並保持正常的教學活動。于是在這個為求與世隔絕的象牙塔裡，一群從12歲到17歲的學生繼續著他們的求學之旅，在與世隔絕的世界中自由的享受著安穩的校園生活，然而外界紛飛的戰火還是不可避免的影響著本應平靜的校園。
故事之始講述魯貝爾斯公國認為人類的生命在戰場上互相殺戮而毀滅十分悲哀，因此開發研究能代替其戰鬥的存在，成功制造出力量超越人類的人造戰士，人造戰士的存在使戰況形成一邊倒，但這情況並沒有維持很久，格里安共和國開發出專制人造戰士的新型兵器——民族炸彈，新型兵器為這場戰爭劃上休止符。
格里安共和國與魯貝爾斯公國簽下和約，並全國發布禁止私造人造戰士的規定，戰爭過後人們遺忘替他們戰鬥的人造戰士，忘記了他們的犧牲，排斥他們的存在。
戰後教團在人造戰士的工場搜獲出一副天使的殘骸和一本記載著關於毀滅之神的書籍，教團經過漫長的研究得知制造毀滅之神的方法，他們深信毀滅之神會毀滅世界後化身創造之神再次創造一個美好的世界。教團在穆拉斯柏庫的人造戰士工場偷偷培殖‘毀滅之神’，可在培殖中工場被人造戰士破壞，在容器內培殖中的‘毀滅之神’——阿加特親眼目睹殺戮的發生，因為精神受刺激迫使力量失控化身‘毀滅之神’，沒法自控的阿加特不斷破壞城市；這時候遇上人造戰士的人權擁護運動的指標——卡魯塞德尼·萊尼埃魯，因為卡魯塞純潔的心所以阿加特的攻擊對他並沒有用，卡魯塞的心吸引著阿加特，神冰冷的指尖探索著卡魯斯的心，阿加特從卡魯斯的身上取出卡魯斯兒時美好的記憶，如複製般阿加特繼承了卡魯斯的記憶，卡魯斯的記憶使毀滅之神變得不完整令阿加特成為了不完整的人類。
阿加特把卡魯斯的回憶當成是自己的記憶，並把卡魯斯當成是自己的哥哥，在卡魯斯離開後阿加特亦從教團失去蹤跡。
在這段不安的時期裡，一位名叫阿加特·弗洛萊特的少年轉入各國的名家子弟的名校——〝CLUSTER－E.A.〞。他特有的直率性格、那前所未聞的行動和單純天真的笑容，像一陣清新的風吹入了向屈服于既定未來的優等生白瑞、有錢少爺的溤和最後生產的人造戰士酷洛姆等人對將來迷茫的心中。不僅如此，阿加特有著一個連自己都不知道的出生秘密，還擁有著從出生起就有的引發奇蹟的神奇力量……

## 主要人物
阿加特·弗洛萊特（アゲート・フローライト／Agate Fluorite），聲：下野紘
本作主人公。15歲，性格開朗直率、品性善良單純的少年，以不可思議的力量引發許多奇蹟。但這神奇力量源來自毀滅之神的力量，阿加特是教團以天使的殘骸制造出來的神，因為卡魯斯變成不完整的人類，視卡魯斯為哥哥，卡魯斯死後代替他照顧卡魯塞的嬤嬤。“阿加特”這名字是卡魯塞替他起的。
後來被卡魯斯於Cluster學院時期的好友——貝斯比安所利用，把人類的嫉妒與仇恨等負面感情灌輸給阿加特，使其成為真正的人類令‘毀滅之神’的力量完全甦醒過來，再次醒覺的神欲把世界毀滅不斷破壞，為了拯救世界阿加特要求白瑞用‘弒神之彈’對自己扣下機板；酷洛姆的人造戰士的血亦被稱為——‘天使之血’能使‘毀滅之神’化身‘創造之神’，酷洛姆欲拯救世界拯救阿加特的靈魂而犧牲自己，要求白瑞向著自己開槍讓他的血灑向阿加特，阿加特的靈魂在穿過酷洛姆之時說「不行哦。」被阿加特擋去了子彈，‘毀滅之神’被毀滅化成雪落在迎接晨曦的城市。在ova阿加特會再次出場……
白瑞·杰斯柏（ベリル・ジャスパー／Beryl Jasper），聲：福山潤
阿加特的同學。15歲，有著酷酷的個性、文武雙全的優等生，屬於美型的天才少年、萊古蘭共和國出生，為萊古蘭共和國中富裕一族的杰斯柏家族一員。對既定的未來使白瑞對將來感到迷茫，對家族感到厭惡，對其作為杰斯柏家族一員不會感到驕傲，并不會擺貴族的架子，非常討厭軍隊斷絕與軍隊的來往。
15歲當選CLUSTER E.A.的學生會會長，因為酷洛姆改變對人造戰士的看法，與卡魯斯德尼·萊尼埃魯和其母親一樣認為人造戰士與人類沒別，應獲得人權以人類對待，在CLUSTER學院發起人造戰士的人權討論。
馮·阿伊納·沙魯法（フォン・アイナ・サルファ／Fon Aina Sulfur），聲：岸尾大輔
阿加特的同學。15歲，性格懦弱膽小、似乎很容易哭，不懂得拒絕別人、身材嬌小、屬於可愛型的少年，自由自在成長起來的有錢人家少爺，來自弗斯肯王國。在進CLUSTER學院之前常被童年玩伴欺負，在阿加特的幫助下改掉懦弱的性格；渴望能駕駛飛機飛上天空，可似乎沒有這方面的才能，在阿加特和酷洛姆的幫助下成功完成心願。
酷洛姆（クロム／Chrome），聲：吉野裕行
15歲，任性的小孩子脾氣、喜歡與白瑞頂嘴卻意外的聽白瑞的說話，一遇上與卡魯斯有關的事就會非常激動，是最後生產的人造戰士，作為領袖與名叫‘酷洛姆團’同期生產的人造戰士共同行動。原為無心的普通領袖級人造戰士，在森林遇上卡魯斯德尼·萊尼埃魯，幫助卡魯斯進行記憶移殖的研究，成功將卡魯斯的記憶複製殖入其身上，與阿加特一樣成為不完整的人，把卡魯斯兒時的記憶更成是卡魯塞與酷洛姆的回憶，并把卡魯斯當成是自己的哥哥；卡魯斯的死令他十分內咎，認為假如他有跟上去或許卡魯斯就不會死，後來與阿加特、白瑞與馮的相遇使他擁有完整的心變成完整的人類。
在動畫版最後回歸‘酷洛姆團’與從前的同伴繼續踏上冒險之路……
卡魯斯德尼·萊尼埃魯（カルセドニー・レニエル／Chalcedony Renierite），聲：井上剛
23歲，溫順體貼、溫柔善良，認為自己是偽善、非常厭惡自己，文武雙全的優等生做什麼事都是第一，不折不扣的天才少年CLUSTER E.A.出身的青年，為了人造戰士的人權擁護運動從學院沖入了成人社會，是人造戰士的指標，認為人造戰士有血有肉與人類冇別，應獲得人權以人類對待；希望能將自己美好部份的記憶與人造戰士分享，進行記憶移殖的研究，成功將他部份的記憶複製殖入酷洛姆身上，給予了心給酷洛姆和阿加特，第一個人造戰士朋友其命為阿加特，因此把‘毀滅之神’變成不完整的人類時替他取名阿加特，將酷洛姆當成弟弟養育著。
兒時因為不聽從父親的說話教授人造戰士‘阿加特’說話，令父親毀壞‘阿加特’，因情緒激動誤槍弒父，認為自己是為了滿足自己的贖罪心理才會待任何人都十分友善；在往某城市撿行任務時，特意留下酷洛姆對其說「我還想你活得更久，酷洛姆我的弟弟。」，在完成任務時某城市的碼頭，卡魯斯與格里安共和國軍隊發生機戰，得知是昔日好友貝斯比安之後認為死在貝斯比安手上了無遺憾，「是你嗎？貝斯比安——能死在你的手上對我來說非常幸福，我的朋友。」，卡魯斯被貝斯比安擊沉大海，阿加特把卡魯斯的屍體安藏在碼頭旁的山上。
艾瑪塔伊特·穆拉斯柏庫（エマタイト・ラムスベック／Hematite Ramsbeckite），聲：木內秀信
23歲，性格懦弱膽小，原和卡魯斯是同一年級的學生，現在擔任CLUSTER學院的教師，家裡是通過制造人造戰士發家的軍火開發商。
貝斯比安（ベスビア・パレンチノ／Vesuvia Valentino），聲：齋賀觀月
23歲，性格好勝、不擇手段、腹黑，視卡魯斯為目標一直都贏不了卡魯斯，表面上十分討厭卡魯斯但其實十分喜歡卡魯斯，但漸漸陷入嫉妒與憎恨的旋渦，最終失去自我。在軍隊出人頭地，在軍隊有權力，在碼頭一戰失去自我把卡魯斯擊毀，親手殺死卡魯斯；對阿加特的力量非常感興趣，欲把其力量佔為己有，把人類的嫉妒與仇恨等負面感情灌輸給阿加特，使其成為真正的人類令‘毀滅之神’的力量完全甦醒過來，非常滿足能替卡魯斯令阿加特變成完整的人類，因為‘毀滅之神’的力量衝擊使其下半身癱瘓。在劇終時與艾瑪於卡魯斯墓前懺悔……

## OVA
CLUSTER E.D.G.E Secret Episode1“集會之日”。
CLUSTER E.D.G.E Secret Episode2“白色足跡”。
CLUSTER E.D.G.E Secret Episode3“自由之翼”。

## 主題歌
片頭曲
「FLY HIGH」（第1話－第14話）
作詞：椎名慶治，作曲、編曲：椎名慶治、永谷喬夫，主唱：SURFACE
（第15話－第24話、Secret Episode）
作詞：小間浩子，作曲：DAITA，編曲：齋藤真也，主唱：Cluster'S（下野紘、福山潤、岸尾大輔、吉野裕行）
片尾曲
（第1話－第14話、第25話）
作詞：石井裕，作曲、編曲：齋藤真也，主唱：Cluster'S（下野紘、福山潤、岸尾大輔、吉野裕行）
（第15話 - 第24話、Secret Episode）
作詞：椎名慶治，作曲、編曲：椎名慶治、永谷喬夫，主唱：SURFACE

## 外部連結
- 官方網站（页面存档备份，存于） （日語）
- 官方網站（页面存档备份，存于）（東京電視台） （日語）
- 萬代頻道（页面存档备份，存于） （日語）